# Anoploscelus lesserti
Anoploscelus lesserti is een spinnensoort in de taxonomische indeling van de vogelspinnen (Theraphosidae).
Het dier behoort tot het geslacht Anoploscelus. De wetenschappelijke naam van de soort werd voor het eerst geldig gepubliceerd in 1946 door Laurent.